# Langue d'Allemagne
La Langue d'Allemagne était, avec celles de Provence, d'Italie, d'Angleterre, d'Espagne, de France, d'Auvergne, l'une des sept premières langues (ou provinces) des Hospitaliers de l'ordre de Saint-Jean de Jérusalem.

## Historique
La langue d'Allemagne date 1182 avec la création du grand prieuré de Bohème et du grand prieuré de Germanie en 1187. En 1217 est créé le grand prieuré de Hongrie et en 1266 celui de Dacie. Le grand bailliage de Brandebourg date de 1382. Les grands prieurés de Hongrie, de Dacie sont passés à la religion protestante en 1538 et quittent de fait la langue d'Allemagne. L'ordre de Saint-Jean de Jérusalem ne peut comprendre que des catholiques romains.

## Grand prieuré de Germanie
le grand prieuré de Germanie comprend 31 commanderies.

### Liste des prieurs
- Friedrich, comte de Zollern (1392-1399)
- Hesso Schlegelholz (1399-1408)

#### Prieurs et princes du Saint-Empire
À partir de 1548, les prieurs de Germanie sont élevés au rang de Prince du Saint-Empire
- Georg Schilling von Cannstatt (de) (1546-1554)
- Franz von Sonnenberg (de) (1682)

### Liste des commanderies
- Hôtel de l'ordre du Saint-Sépulcre de Mayence
- Herrschaft Heitersheim (de)

|  | Commanderie    | Origine | Création | Dévolution | Diocèse | Protection | Observations |
|  | -------------- | ------- | -------- | ---------- | ------- | ---------- | ------------ |
|  | Heitersheim    |         |          |            |         |            |              |
|  | Herrenstrunden |         |          |            |         |            |              |
|  |                |         |          |            |         |            |              |
|  |                |         |          |            |         |            |              |
|  |                |         |          |            |         |            |              |

## Grand prieuré de Bohême

### Liste des prieurs
- Frère Bernhard (1183-1186), commandeur de Bohême, Pologne, poméranie et provinces adjacentes[2]
- Frère Martin (1186-1194), commandeur de Bohême, de Hongrie et des provinces orientales voisines (toutes les terres situées au sud, au nord et à l'est)[3]
- Frère Meinhard (1194-1234)
- Frère Hughes (1234-1238)
- Frère Mladota (1238-1245)
- Hermann von Hohenlohe (1282-1296)
- Berthold dit de Henneberg (1313), commandeur de la maison de l'Hôpital en Bohême, Pologne, Moravie et Autriche. Élu grand prieur de Germanie en 1325
- Michael von Tinz (1325-1338)
- Gallus de Lemberg (1338-1367)
- Johannes von Zwierzetitz (1367-1372)
- Simon von Teschen (1378-1391)
- Marcold von Wrutitz (1391-1396)
- Heinrich von Neuhaus (? -1420)
- Jobst von Rosenberg (1451-1465), également évêque de Breslau
- Othenio von Lichnowsky (1874-1887)

### Liste des commanderies
Le grand prieuré de Bohême comprenait 6 commanderies (maisons conventuelles) en Bohême et 8 autres en Moravie ainsi que d'autres réparties entre le duché d'Autriche, le duché puis royaume de grande Pologne et la Silésie.
| Commanderie                                 | Origine | Création | Dévolution | Diocèse | Protection | Observation(s)                                                                                             |
| ------------------------------------------- | ------- | -------- | ---------- | ------- | ---------- | --- |
| Bautzen                                     | H       |          | -          |         |            | |
| Brno (Brünn)                                |         |          | -          |         |            | Maison conventuelle (Moravie)                                                                              |
| Brtnice (Pirnitz)                           | H       |          | -          |         |            | Maison conventuelle (Moravie)                                                                              |
| Český Dub (Bohmisch-Aicha)                  |         |          | -          | Prague  |            | |
| Fürstenfeld                                 | H       | av. 1203 | -          |         |            | Styrie |
| Glatz                                       |         |          | -          |         |            | |
| Grobniki (Grobnig)                          |         |          | -          |         |            | Grobniki, commanderie principale de Haute-Silésie et du nord de la Moravie HardegMaison paroissiale (1373) |
| Horažďovice (Horazdowitz)                   |         |          | -          |         |            | Maison conventuelle (Bohême)                                                                               |
| Horní Kounice (Ober-Kaunitz)                |         |          | -          |         |            | Maison conventuelle (Moravie) puis commanderie de frères chapelains                                        |
| Hrádek (Erdberg)                            | H       | av. 1204 | -          |         |            | Hrádek (district de Znojmo). Ensuite membre de Mailberg                                                    |
| Ivanovice na Hané (Eiwanowitz in der Hanna) |         |          | -          |         |            | Maison conventuelle (Moravie)                                                                              |
| Kadaň (Kaaden)                              |         | 1200     | -          | Prague  |            | Maison paroissiale (1373)                                                                                  |
| Kłodzko (Glatz, Kladsko)                    |         |          | -          |         |            | Maison paroissiale (1373)                                                                                  |
| Kostomlat                                   |         | 1357     | -          |         |            | |
| Kroměříž                                    |         |          | -          |         |            | Maison conventuelle (Moravie)                                                                              |
| Lossen                                      |         |          | -          |         |            | |
| Lviv (Lemberg; Lwów)                        | H       | v. 1213  | -          |         |            | Principauté de Galicie-Volhynie puis royaume de Pologne                                                    |
| Mailberg                                    |         | 1128     | -          |         |            | Basse-Autriche                                                                                             |
| Manětín                                     |         | 1183     | -          | Prague  |            | Couvent féminin, maison conventuelle (1373)                                                                |
| Melling                                     |         |          | -          |         |            | Styrie, Wald am Schoberpaß                                                                                 |
| Mies                                        |         | 1200     | -          |         |            | |
| Mladá Boleslav (Jungbunzlau, Jung-Bunzlau)  |         |          | -          | Prague  |            | Maison conventuelle (saint-Guy, 1373) + Maison paroissiale (saint-Jean)                                    |
| Mutěnice                                    |         |          | -          |         |            | Maison conventuelle (Moravie), Mutěnice (district de Hodonín)                                              |
| Orlovice (Orlov)                            |         |          | -          |         |            | Maison conventuelle (Moravie)                                                                              |
| Pičín (Pitschin)                            |         |          | -          |         |            | Maison paroissiale (1373)                                                                                  |
| Ploskovice (Ploschkowitz)                   |         |          | -          | Prague  |            | Maison conventuelle (1373)                                                                                 |
| Podhrad                                     |         |          | -          |         |            | Couvent féminin                                                                                            |
| Podoletz (Friedrichshof)                    |         |          | -          |         |            | |
| Polzela (Heilenstein)                       |         |          | -          |         |            | Troisième fondation en Styrie, commanderie du comté de Cilli (en) (Celje)                                  |
| Poznań (Posen)                              |         | 1170     | -          |         |            | |
| Prague                                      | H+T     | 1158/69  | -          | Prague  |            | Grand prieuré (1192-1420 ; 1684-...)                                                                       |
| Přibice (Pribitz, Preibitz)                 |         |          | -          |         |            | Maison conventuelle (Moravie)                                                                              |
| Reichenbach                                 |         |          | -          |         |            | |
| Svetla                                      |         |          | -          |         |            | |
| Strakonice (Strakonitz)                     |         |          | -          | Prague  |            | Maison conventuelle (1373), grand prieuré (1420-1684)                                                      |
| Strzegom (Striegau)                         | H       | 1200/03  | -          |         |            | |
| Velký Týnec (Groß Teinitz)                  | H       | 1189     | -          |         |            | Čechovice de la période templière? Commanderie principale de Basse-Silésie                                 |
| Wrocław (Breslau, Vratislav)                |         |          |            |         |            | |
| Zittau                                      |         |          |            |         |            | Maison paroissiale (1373)                                                                                  |

- La commanderie templière de Čejkovice en Moravie n'a pas été dévolue aux Hospitaliers, elle devint propriété du comte de Lípa, Henri (de) alors chambellan et maréchal de Jean Ier de Bohême.

## Grand prieuré de Hongrie
D'après les publications les plus récentes, il ne dépendait pas de la langue / province d'Allemagne avant le début du XVIIe siècle. Lié un temps avec la Bohême, le prieuré de Hongrie-Slavonie rejoint la langue d'Italie au début du XIVe siècle. Ce prieuré est également connu sous le nom de prieuré de Vrána (hr) à partir du milieu de ce siècle. Après la bataille de Mohács le grand prieuré de Hongrie ne comprenait plus que 5 commanderies, la plupart des commanderies perdues se trouvant dorénavant dans le territoire de la Hongrie ottomane et la perte de la forteresse de Vrana en 1538 accentua le déclin des Hospitaliers dans le royaume de Hongrie.

### Liste des prieurs
- Frère Martin (1186-1193)[13], prieur de Hongrie[N 1]
- Frère N. (1208)[13], prieur de Hongrie
- Frère Pethe (1216-1217)[13], maître / prieur de Hongrie[N 2]
- Frère N. (1222)[13], prieur de Hongrie
- Frère Jean (1226)[13], grand maître / prieur de Hongrie
- Raimbaud de Voczon (1232-1254)[13], maître / prieur / grand commandeur[N 3]
- Frère Arnold (1255-1259)[13], grand commandeur de Hongrie-Slavonie
- Frère Ferrustan (1262), maître de Hongrie
- Frère Heinrich von Fürstenberg (1266)[13], grand commandeur des prieurés d'Allemagne (Alémanie), Hongrie, Bohême, Pologne et Scandinavie (Dacie)
- Frère Pons de Fay / Fayn (1267-1276)[13], maître / prieur de Hongrie-Slavonie[N 4]
  - Frère Hugo Boraldy, tenant lieu de maître (1275)
- Frère Hermann Brunshorn (1279)[13], grand commandeur[N 5]
- Frère Albert de Reuelis (1294?-†1299)[13], prieur de Hongrie-Slavonie
- Frère Constantius (1304)[13], maître
- Frère Olivier (1306)[13], maître
- Frère Loquetus Busque (1312-1314)[13], maître
- Frère Rolando da Gragnana (1315)[13], maître
- Frère Filippo da Gragnana (1317-1329)[13], prieur de Rome et de Hongrie
- Pas de titulaire entre 1330 et 1335[13]
- Pierre Cornuti (1335-1348)[14],
  - Lieutenant: Giovanni Latini di Perugia (1345)
  - Lieutenant: Baudoin Cornuti (1348)
- Montréal du Bar (1348/49)[13] (nommé par Louis Ier de Hongrie)
- Baudoin Cornuti (1349-1374)[13] (désigné par les Hospitaliers)
- Raymond de Beaumont (1374-1381, 1384)[15], également prieur de Lombardie (1379-...)
- Grand schisme d'Occident (1378) avec une division de facto du prieuré de Hongrie: Deux prieurs en même temps, Raymond de Beaumont qui se maintient jusqu'en 1381 et qui était favorable à Urbain VI / Louis Ier de Hongrie alors que Ivan od Paližne (en) est désigné en 1379 par le grand maître Juan Fernández de Heredia du parti de l'antipape Clément VII[16],[17].
- Ivan od Paližne (en) ((la):Joannes de Palisna) (av. 1381-1383 ; 1386/87-1391/92)[13],[18], ban de Croatie (1385-86, 1389)
- Ivan od Hédervár[N 6] (fin 1383)[19] ou (avril 1385)[13], nommé prieur par les reines de Croatie et de Hongrie[N 7] consécutivement à la prise de la forteresse de Vrana et en réaction à la rébellion de Ivan od Paližne.
- Emeric Bwbek[N 8] (1392-1403)[20], auparavant commandeur de Székesfehérvár (1382)
- Bartolomeo Carraffa (1405), nommé à la suite d'Emeric Bwbek mais mort avant d'entrer en fonction[21]
- Jean de Varras (1405)[21],
- Michael Ferrand (1408-1417)[21],
- Albert de Nagymihályi / de Ungh (fév 1417[N 9]-1434)[23], prieur de Hongrie-Slavonie et ban de Croatie et Dalmatie (1419-1426)[24]
- Robert de Diana (1428-1430)[21],
- Jean Romieu de Cavaillon[N 10] (1433-1434)[21],
- Jacopò de Soris (1446-1475?)[21],
- Jean Szekler de Hídvég (c.1461-c.1468)[21],
- Bartholomé Berislavić (1475-1495 ; 1499-1512)[21],[26],
- Andrea di Martini  [26]
- Pierre Berislavić (1513-1517)[21],
- Pietro Bembo (1517-...), ensuite cardinal à partir de 1539
- Matthias de Baracs (1521-1526)[21],
- Jean de Thah (1526)[21],
- Gabrio Serbelloni

### Liste des commanderies
| Commanderie                     | Origine | Création | Dévolution | Diocèse | Protection | Observation(s) |
| ------------------------------- | ------- | -------- | ---------- | ------- | ---------- | --- |
| Bela                            | H       |          | -          |         |            | Slavonie |
| Csurgó                          |         | -        |            |         |            | Grand prieuré (avant Vrana) |
| Esztergom                       | H + T   | 1226     |            |         |            | Les templiers étaient également présents à Esztergom depuis 1216. |
| Gora                            | T       |          | 1314       |         |            | |
| Gyánt                           | H       | -        |            |         |            | Domus Hospitalis de Yant (1286). Le chapitre de la province de Hongrie s'est tenu dans cette commanderie le 24 avril 1320. Ensuite membre de Székesfehérvár (XVe siècle). Voir Pincehely pour la localisation. |
| Győr                            |         | -        |            |         |            | |
| Lešnik (Lesniça),               |         | -        |            |         |            | |
| Našice                          | T       |          | 1315       |         |            | Lieu-dit « Martin » à l'ouest de Našice |
| Pakrac                          |         | -        |            |         |            | |
| Szenta                          |         | -        |            |         |            | |
| Szentpéter                      |         | 1166     |            |         |            | Uniquement une église mentionnée en 1166. Localisation exacte inconnue (comitat de Zala) |
| Székesfehérvár                  |         | c.1150   |            |         |            | |
| Trnava                          | H       | 1321/26  |            |         |            | Château et commanderie de Trnava (hr) (Gornji Bogićevci), le château semblant dépendre initialement de Pakrac. Confisqués par Sigismond de Luxembourg, roi de Hongrie en 1403/04.                              |
| Udvarhely                       |         | -        |            |         |            | |
| Újudvar                         |         | -        |            |         |            | |
| Vrána (hr)                      | T       |          |            |         |            | Grand prieuré |
| Zelinaszentmárton (Szentmárton) | T       | -        | ?          | Zagreb  |            | Božjakovina (hu) (Brckovljani) |

## Grand prieuré de Dacie
Le grand prieuré de Dacie comprend 9 commanderies.

### Liste des commanderies
|  | Commanderie | Origine | Création | Dévolution | Diocèse | Protection | Observations |
|  | ----------- | ------- | -------- | ---------- | ------- | ---------- | ------------ |
|  |             |         |          |            |         |            |              |
|  |             |         |          |            |         |            |              |
|  |             |         |          |            |         |            |              |
|  |             |         |          |            |         |            |              |
|  |             |         |          |            |         |            |              |

## Grand bailliage de Brandebourg
Le grand bailliage de Brandebourg comprend 13 commanderies.

### Listes des commanderies
|  | Commanderie | Origine | Création | Dévolution | Diocèse | Protection | Observations |
|  | ----------- | ------- | -------- | ---------- | ------- | ---------- | ------------ |
|  |             |         |          |            |         |            |              |
|  |             |         |          |            |         |            |              |
|  |             |         |          |            |         |            |              |
|  |             |         |          |            |         |            |              |
|  |             |         |          |            |         |            |              |